# Wilhelm Gisi
Wilhelm Johann Martin Gisi (Olten, 18 april 1843 - Solothurn, 10 augustus 1893) was een Zwitsers econoom, historicus en politicus.

## Levensloop
Gisi studeerde economie en geschiedenis in Tübingen, Leipzig, Genève en Parijs. Vanaf 1865 was hij leraar geschiedenis in Sankt Gallen. Daarnaast publiceerde hij economisch-geschiedkundige publicaties. In 1868 werd hij onderarchivaris bij het Bondsarchief en in 1870 werd hij hoogleraar Zwitserse geschiedenis en statistiek aan de Universiteit van Bern. In 1872 werd hij kanselarijsecretaris op de Bondskanselarij.
Gisi werd in 1879 tot vicekanselier gekozen. In 1881, op 38-jarige leeftijd, werd hij volledig blind en trad af als vicekanselier.
Wilhem Gisi's geestelijke toestand ging dusdanig achteruit dat hij in 1890 werd opgenomen in het verpleeghuis Rosegg in Solothurn. Hij overleed op vijftigjarige leeftijd, volledig geestelijk gestoord.

## Werken
- Der Antheil der Eidgenossen an der europ. Politik in den Jahren 1512-1516 (1866)
- Quellenbuch zur Schweizergesch. (1869)
- Der Antheil der Eidgenossen an der europ. Politik in den Jahren 1517-1521 (1871)